# Заводская улица (Екатеринбург)
Заводска́я улица — магистральная улица в жилом районе «ВИЗ» Верх-Исетского административного района Екатеринбурга.

## История и происхождение названия
Улица зафиксирована на плане Верх-Исетского завода первой половины XIX века (из архива Н. С. Алфёрова), условно соотносимом с генеральным планом этого завода 1826 года.
До 1932 года улица носила название Заво́дский переулок, так как вела непосредственно к Верх-Исетскому заводу и его предзаводской площади, затем название сменили на Заводско́й переулок. В 1960-е годы переулок получил статус улицы с соответствующей сменой названия на современный вариант.

## Расположение и благоустройство
Улица проходит параллельно улице Викулова. Начинается от пересечения с улицей Кирова, далее идёт в направлении на юго-юго-запад, после пересечения с улицей Репина поворачивает на юго-восток и заканчивается у пересечения с улицей Серафимы Дерябиной. Пересекается с улицами Татищева, Ключевской, Крауля, Металлургов (последняя связана с улицей лишь пешеходным путепроводом) и Репина. Слева на улицу выходит Нагорная улица. Справа примыканий к улице нет.
Протяжённость улицы составляет около 2,1 км. Ширина проезжей части в кварталах между улицами Кирова и Крауля — около 12 метров (по две полосы в каждую сторону движения), на южном участке ширина улицы сужается до приблизительно восьми метров (по одной полосе в каждую сторону движения). На протяжении улицы Заводской имеется четыре светофора (на перекрёстках с улицами Татищева, Ключевской и Крауля) и один нерегулируемый пешеходный переход. С обеих сторон улица оборудована тротуарами (на большем протяжении) и уличным освещением (на участке многоэтажной застройки). Нумерация домов начинается от улицы Кирова.

## Примечательные здания и сооружения
- № 5 — Дворец культуры ВИЗа (Площадь Субботников, № 1).
- № 29 корпус 2 — городская клиническая больница № 33.
- № 36б — средняя общеобразовательная школа № 163.
- № 44 — средняя общеобразовательная школа № 121, детская музыкальная школа № 17.
- № 45 — гимназия № 202.

## Транспорт
Автомобильное движение на всей протяжённости улицы двустороннее.

### Наземный общественный транспорт
Улица является важной районной транспортной магистралью, связывающей южную и северную части жилого района «ВИЗ». По улице ходят маршрутное такси и автобус 43 маршрута (от Кирова до Крауля; только в сторону Крауля), другие автобусные и трамвайные маршруты проходят по соседним уличным магистралям Токарей и Викулова.

### Ближайшие станции метро
Действующих станций метро поблизости нет. В 400 м к западу от места пересечения Заводской улицы с улицей Крауля планируется открыть станцию 2-й линии Екатеринбургского метрополитена  «Металлургическая», а в 500 м к востоку от перекрёстка улиц Заводская-Татищева станцию этой же линии  «Татищевская». Однако из-за отсутствия финансирования, строительство отложено на неопределенный срок.